# Лагерр, Филом
Филом Лагерр (фр. Philome Laguerre; род. 17 января 1933, Кап-Аитьен) — гаитянский тяжелоатлет. Участник летних Олимпийских игр 1960 года, серебряный призёр Панамериканских игр 1959 года.

## Биография
Филом Лагерр родился 17 января 1933 года в гаитянском городе Кап-Аитьен.
В 1959 году завоевал серебряную медаль на Панамериканских играх в Чикаго в весовой категории до 90 кг, подняв в сумме троеборья 405 кг (130 кг в жиме, 125 кг в рывке, 150 кг в толчке) и уступив 32,5 кг выигравшему золото Клайду Эмриху из США. Стал первым спортсменом из Гаити, кому удалось завоевать серебряную медаль Панамериканских игр: в 1951 году в Буэнос-Айресе тяжелоатлет Жозеф Шарлот стал бронзовым призёром.
В 1960 году вошёл в состав сборной Гаити на летних Олимпийских играх в Риме. В весовой категории до 90 кг выбыл из розыгрыша, подняв в жиме 137,5 кг и не сделав ни одной зачётной попытки в рывке. Был единственным представителем Гаити на Олимпиаде.